# Teresa Dębowska-Romanowska
Teresa Dębowska-Romanowska (ur. 31 października 1941 w Sandomierzu) – polska prawniczka, profesor nauk prawnych, była sędzia Trybunału Stanu, sędzia Trybunału Konstytucyjnego w stanie spoczynku.

## Życiorys
W 1964 ukończyła studia na Wydziale Prawa i Administracji Uniwersytetu Łódzkiego. Stopień naukowy doktora nauk prawnych uzyskała w 1970, habilitowała się w 1981. W 1991 została profesorem nauk prawnych, a w 1992 profesorem zwyczajnym w Katedrze Prawa Finansowego Uniwersytetu Łódzkiego. W tym samym roku uzyskała tytuł profesora nauk prawnych.
W latach 1980–1981 była ekspertem „Solidarności”, po wprowadzeniu stanu wojennego współpracowała z jej podziemnymi strukturami. Po 1989 pełniła funkcję eksperta Sejmu, Senatu oraz Komisji Konstytucyjnej Zgromadzenia Narodowego, a także Związku Miast Polskich. Od 1993 do 1997 orzekała w Naczelnym Sądzie Administracyjnym.
Należy do autorów projektu ustawy o finansach gmin (była pomysłodawcą konstrukcji subwencji ogólnej) oraz ustawy o regionalnych izbach obrachunkowych. Publikowała prace naukowe z zakresu prawa finansowego.
Od 1991 do 1993 zasiadała w Trybunale Stanu. W listopadzie 1997 Sejm (z rekomendacji Unii Wolności) wybrał ją w skład Trybunału Konstytucyjnego. Kadencję zakończyła 5 listopada 2006.
W 2010, za wybitne zasługi w kształtowaniu orzecznictwa konstytucyjnego oraz zasad demokratycznego państwa prawa i kultury prawnej, za osiągnięcia w działalności naukowej, prezydent Bronisław Komorowski odznaczył ją Krzyżem Oficerskim Orderu Odrodzenia Polski (dekoracja nastąpiła w 2011).